# Little Dunmow
Little Dunmow – wieś i civil parish w Anglii, w hrabstwie Essex, w dystrykcie Uttlesford. Leży 16 km na północ od miasta Chelmsford i 55 km na północny wschód od Londynu. W 2011 roku civil parish liczyła 284 mieszkańców.